# Matthias Ulrich
Matthias Ulrich (* 7. Februar 1950 in Braunschweig; † 25. Oktober 2024 in Stuttgart) war ein deutscher Schriftsteller. Er schrieb Erzählungen, Romane, Reisefeuilletons und Essays.

## Leben
Matthias Ulrich wurde als Sohn des evangelischen Theologen und Pfarrers Heinrich-Hermann Ulrich und dessen Ehefrau Brigitte Ulrich, geborene Heiss, in Braunschweig geboren. Seine Mutter stammte aus Österreich. Die Familie zog 1957 nach Stuttgart, wo sein Vater in der Hauptgeschäftsstelle des Werkes Innere Mission und Hilfswerk eine Stelle als Direktor antrat.
Nach dem Abitur in Stuttgart studierte Ulrich in Freiburg im Breisgau und in Paris Germanistik, Kunstgeschichte und Geographie. Einige Anregung für sein Studium erhielt er von seiner Tante aus der DDR, der Sprachwissenschaftlerin Gertrud Pätsch. Danach war er bis zur Pensionierung beruflich als Lehrer (Studienrat) an einem Gymnasium in Stuttgart tätig.
Ulrich ist Autor mehrerer Romane und Erzählbände. Beiträge von ihm erscheinen regelmäßig in Zeitschriften, wie Flugasche, Sinn und Form, Die Zeit, die horen, Neue Deutsche Literatur, Literatur und Kritik, Stuttgarter Zeitung und Eßlinger Zeitung. Er verfasste Essays, unter anderem über Peter Hamm, Oskar Loerke, Alain Fournier, Roberto Juarroz, Peter Handke und Michail Bulgakow.
Ulrich veröffentlichte auch unter dem Pseudonym Nicolas Hoeld.
Er erhielt mehrere Preise und Stipendien, darunter 1998 den Wiener Werkstattpreis.
Ulrich war Herausgeber von N-O-X-I-A-N-A (Zeitschrift für Literatur und Zeichnung) und Mitherausgeber der Literaturzeitschrift Flugasche.
Seit 1971 war Ulrich als Maler und Zeichner auf Ausstellungen im In- und Ausland vertreten.
Er lebte in Remseck am Neckar und in St. Stefan ob Stainz in der Steiermark.
Ulrich starb 2024 im Alter von 74 Jahren und wurde auf dem Ostfilderfriedhof in Stuttgart-Sillenbuch beigesetzt.

## Auszeichnungen
- 1998 Wiener Werkstattpreis

## Veröffentlichungen
- Der Belgier. Erzählungen, Edition Walfisch, Flugasche, Stuttgart 1985.
- Die Verzögerung. Roman, Edition Walfisch, Flugasche, Stuttgart 1989.
- Patagonien-Passage: auf Bruce Chatwins Spuren. Edition Walfisch; 23, 1995.
- neckarBlue. Erzählungen, Brouwer, Stuttgart 2001.
- Feuerreiter. Brendow Verlag, 2006.
- Der Himmel über Chiloé. Roman, Edition 8, 2013.
- Der unsichtbare Pfad: Ein junger Mann in dunkler Zeit. Books on Demand, 2020.

### Hörspiele
- 2001: Meine kleine Fluchtmusik, SWR Dschungel

### Herausgeber
- Brouwer, Reiner / Ulrich, Matthias (Hg.): Anthologie Stuttgart -märchenhaft. Erzählungen. Edition Walfisch. Flugasche-Verlag, Stuttgart, 1986.